# Podandrogyne densiflora
Podandrogyne densiflora är en paradisblomsterväxtart som först beskrevs av George Bentham, och fick sitt nu gällande namn av H.H. Iltis och T.S. Cochrane. Podandrogyne densiflora ingår i släktet Podandrogyne och familjen paradisblomsterväxter. Utöver nominatformen finns också underarten P. d. pallens.